# Fonds de solidarité nationale (Mali)
Pour les articles homonymes, voir Fonds de solidarité nationale.
 (août 2015).
Si vous disposez d'ouvrages ou d'articles de référence ou si vous connaissez des sites web de qualité traitant du thème abordé ici, merci de compléter l'article en donnant les références utiles à sa vérifiabilité et en les liant à la section « Notes et références ».
Le Fonds de Solidarité Nationale (FSN) est une institution gouvernementale du Mali à gestion privée qui a comme objectif la recherche et la collecte de fonds afin d’investir dans des programmes et des projets de réduction de la pauvreté sur l’ensemble du territoire national.
Ses trois champs principaux d’interventions sont l’éducation (avec la construction d’école), l’accès à l’eau potable et la santé (avec notamment la construction de centres de santé communautaires). Le Fonds de Solidarité Nationale mène également des campagnes de sensibilisation comme sur les handicapés
Le parrainage des enfants de parents démunis a été lancé 16 juin 2004 à l’occasion de la Journée de l’enfant africain et a comme objectif de contribuer à la scolarisation et à l’éducation permanente des enfants en situation difficile. Un an après, un bilan fait état de plus de 250 enfants parrainés pour un montant de 6 millions de Francs CFA.
Abdoul Karim SACKO est le directeur général du Fonds de Solidarité Nationale du Mali[Quand ?].
Site Web: http://www.fsn-mali.org

## Sources
- L'Indépendant du 30 mai 2005 et du 20 juin 2005.
- Décret n°01-520/p-rm du 22 octobre 2001 fixant l'organisation et les modalités de fonctionnement du fonds de solidarité nationale